# Elasmoscelis damon
Elasmoscelis damon är en insektsart som beskrevs av Rauno E. Linnavuori 1973. Elasmoscelis damon ingår i släktet Elasmoscelis och familjen Lophopidae. Inga underarter finns listade i Catalogue of Life.